# Station Maidstone Barracks
Maidstone Barracks is een spoorwegstation van National Rail in Maidstone, Maidstone in Engeland. Het station is eigendom van Network Rail en wordt beheerd door Southeastern. Het station is geopend in 1874.